# Leptosphaeria bondarii
Leptosphaeria bondarii är en svampart som beskrevs av Bitanc. & Jenkins 1935. Leptosphaeria bondarii ingår i släktet Leptosphaeria och familjen Leptosphaeriaceae.   Inga underarter finns listade i Catalogue of Life.